# VR-Bank Neu-Ulm
Die VR-Bank Neu-Ulm eG ist eine Genossenschaftsbank mit Sitz in Neu-Ulm. Als Regionalbank ist sie mit 14 Geschäftsstellen im Landkreis Neu-Ulm (Bayern) vertreten. Die VR-Bank Neu-Ulm eG gehört dem Genossenschaftsverband Bayern und darüber dem Bundesverband der Deutschen Volksbanken und Raiffeisenbanken an.
Neben dem privaten Anlage-, Finanzierungs- und Dienstleistungsgeschäft bietet das Institut Dienstleistungen zum Thema Immobilien sowie Finanz- und Zahlungsverkehrslösungen für Gewerbetreibende und Firmen an.
Zur Förderung regionaler Initiativen stellt die VR-Bank Neu-Ulm gemeinnützigen Institutionen eine Crowdfunding-Plattform bereit.

## Geschäftsstellen
| Burlafingen  | Holzheim   | Ludwigsfeld   | Nersingen | Neu-Ulm (2 x) |
| Pfaffenhofen | Pfuhl      | Reutti        | Senden    | Thalfingen    |
| Vöhringen    | Weißenhorn | Wullenstetten |           |               |

## Unternehmensgeschichte
Das Institut wurde am 10. Februar 1866 von Bernhard Rosenheim als "Gewerbebank m. u. H." gegründet. Am 7. April 1866 wurde der Name in "Vorschussverein eG m. u. H." umbenannt.
Weitere Fusionen im chronologischen Abriss:
- 1959: Fusion mit der Raiffeisenkasse Vöhringen
- 1970: Fusion mit den Raiffeisenbanken Gannertshofen, Steinheim und Straß
- 1972: Fusion mit der Raiffeisenbank Attenhofen-Hegelhofen, Biberachzell-Oberhausen, Bubenhausen und Reutti
- 1989: Fusion mit der Raiffeisenbank Fahlheim
- 1992: Fusion der Volksbank Weißenhorn mit der Raiffeisenbank Neu-Ulm/Pfuhl zur Raiffeisenbank Neu-Ulm/Weißenhorn
- 2000: Fusion mit der Raiffeisenbank Pfaffenhofen a.d.Roth
- 2010: Fusion mit der Immobilien & Versicherungsservice GmbH der VR-Bank Neu-Ulm/Weißenhorn eG
- 2015: Fusion der VR-Bank Neu-Ulm/Weißenhorn eG und der Volksbank Neu-Ulm eG zur VR-Bank Neu-Ulm eG
- 2018: Fusion mit der Raiffeisenbank Holzheim eG